# Charles de Riancey
Charles Camusat de Riancey, né le 19 octobre 1819 à Paris et mort le 3 février 1861 dans sa ville natale, est un journaliste et historien français.

## Biographie
Né le 19 octobre 1819 au domicile parental du no 10 de la rue Saint-Pierre-Montmartre, Louis Charles Camusat de Riancey est le fils de Caroline Henriette Camusat de Riancey, née de Martinès, et d'Adrien Camusat de Riancey, chef adjoint au Trésor royal. Il est issu de la famille troyenne des Camusat, anoblie au siècle précédent.

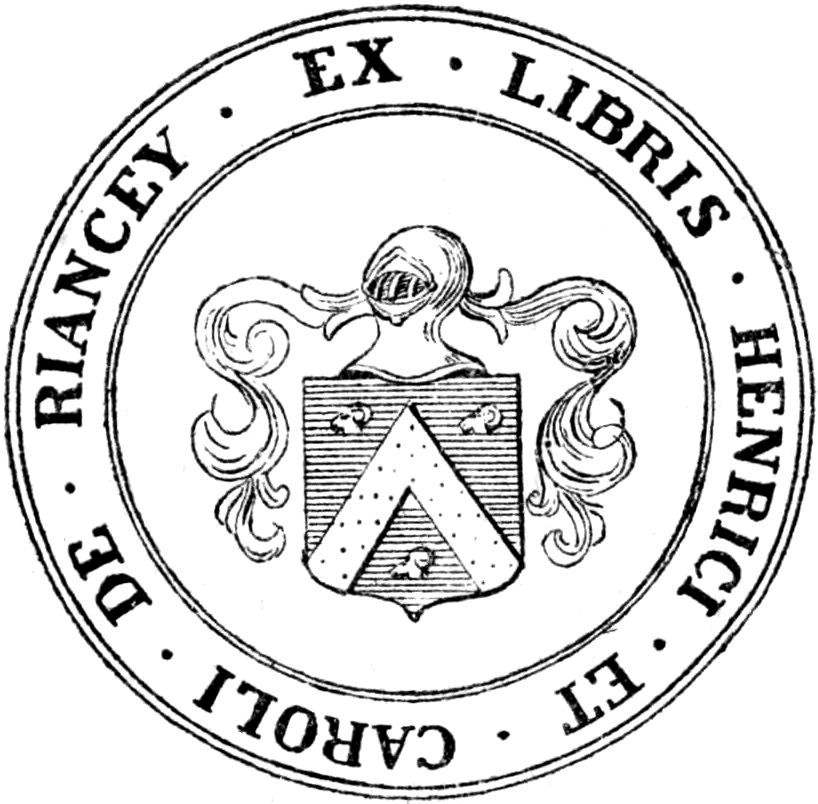
Ex-libris des frères Henry et Charles de Riancey.

Charles de Riancey est très proche de son frère aîné, Henry de Riancey, avec lequel il rédige les premiers volumes d'une monumentale Histoire du monde (1838-1841) ainsi qu'une Histoire résumée du Moyen Âge (1841).
Au cours de sa carrière de journaliste, il collabore à plusieurs journaux légitimistes et catholiques, tels que L'Union catholique (1842-1843), L'Univers (1843-1848), Le Correspondant (1845-1848), L’Élection populaire (1848), L'Ami de la religion (1848-1857) et L'Union.
Lors de son mariage avec Louise Alexandrine Javon, veuve Caubert, le 31 mars 1851, l'un de ses témoins est son ami Emmanuel Dambray, député légitimiste.
De santé fragile, il meurt le 3 février 1861 à son domicile du no 19 du boulevard Saint-Martin. Il est inhumé à Soisy-sous-Montmorency.